# Désiré Argence
Pour les articles homonymes, voir Argence.
Désiré Argence est un homme politique français né le 8 février 1812 à Troyes (Aube) et mort le 29 octobre 1889 à Paris 7e.

## Biographie
Avocat, maire de Troyes sous le Second Empire, conseiller général, il est député de l'Aube de 1869 à 1870, siégeant au centre droit et soutenant la libéralisation de l'Empire.
Il lègue une grande partie de sa fortune à la ville de Troyes.

## Distinctions
- Officier de la Légion d'honneur (décret du 14 août 1867).